# Эвкалипт Мурея
Эвкалипт Мурея (лат. Eucalyptus moorei) — вечнозелёное дерево, вид рода Эвкалипт (Eucalyptus) семейства Миртовые (Myrtaceae).

## Распространение и экология
В природе ареал охватывает восток Австралии — субальпийский пояс Голубых гор до 1200 м над уровнем моря. Растёт на песчано-каменистых почвах. На родине нередко образует густые, кустообразные заросли.
Морозоустойчивость относительно высокая. В однолетнем возрасте выдержал без повреждений мороз в 6—8 °C.
Относительно хорошо растёт на глинистых, пересыхающих склонах, где за три года достигает высоты в 1,5—3 м. Лучше растёт на глубоких, питательных, умеренно влажных почвах.

## Ботаническое описание
Дерево высотой до 7 м, с прямым, тонким стволом.
Кора гладкая, опадающая.
Молодые листья супротивные, в количестве нескольких пар, сидячие, узко ланцетные, слегка сизые, длиной 2—3 см, шириной 0,5—0,8 см. Взрослые очерёдные, черешковые, узко ланцетные, на вершине крючковатые, утолщенные, бледно-зелёные, длиной 4—7 см, шириной 0,5—1 см.
Зонтики пазушные, 7—12-цветковые, сидящие на коротких ножках; бутоны сидячие, цилиндрическо-клювовидные, длиной 6—8 мм, диаметром 3 мм, с конической или клювовидной, крышечкой, равной трубке цветоложа или несколько длиннее её.
Плоды сидячие, шаровидные, усечённые, длиной 3—4 мм, диаметром 4—6 мм, с неотчетливым диском и мелкими, дельтовидными, чаще вдавленными створками.
На родине цветёт в декабре — феврале; на Черноморском побережье Кавказа — июле — августе.

## Значение и применение
Древесина белая, прочная.
В листьях содержится эфирное (эвкалиптовое) масло (0,8 %).

## Классификация

### Представители
В рамках вида выделяют несколько подвидов и разновидностей:
- Eucalyptus moorei var. latiuscula Blakely
- Eucalyptus moorei subsp. moorei
- Eucalyptus moorei var. moorei
- Eucalyptus moorei subsp. serpentinicola (L.A.S.Johnson & Blaxell) Brooker & Kleinig

### Таксономия
Вид Эвкалипт Мурея входит в род Эвкалипт (Eucalyptus) подсемейства Миртовые (Myrtoideae) семейства Миртовые (Myrtaceae) порядка Миртоцветные (Myrtales).
|  |                                      |  |                                                             |                                                             |                    |  | ещё 13 семейств (согласно Системе APG II) | ещё 13 семейств (согласно Системе APG II)    |                                              |  |  |  | ещё 130 родов       | ещё 130 родов      |  |  |
|  |                                      |  |                                                             |                                                             |                    |  | ещё 13 семейств (согласно Системе APG II) | ещё 13 семейств (согласно Системе APG II)    |                                              |  |  |  | ещё 130 родов       | ещё 130 родов      |  |  |
|  |                                      |  |                                                             | порядок Миртоцветные                                        |                    |  |                                           |                                              | подсемейство Миртовые                        |  |  |  |                     | вид Эвкалипт Мурея |  |  |
|  |                                      |  |                                                             | порядок Миртоцветные                                        |                    |  |                                           |                                              | подсемейство Миртовые                        |  |  |  |                     | вид Эвкалипт Мурея |  |  |
|  | отдел Цветковые, или Покрытосеменные |  |                                                             |                                                             | семейство Миртовые |  |                                           |                                              | род Эвкалипт                                 |  |  |  |                     |                    |  |  |
|  | отдел Цветковые, или Покрытосеменные |  |                                                             |                                                             |                    |  |                                           |                                              |                                              |  |  |  |                     |                    |  |  |
|  |                                      |  | ещё 44 порядка цветковых растений (согласно Системе APG II) | ещё 44 порядка цветковых растений (согласно Системе APG II) |                    |  |                                           | ещё 1 подсемейство (согласно Системе APG II) | ещё 1 подсемейство (согласно Системе APG II) |  |  |  | ещё более 700 видов |                    |  |  |
|  |                                      |  |                                                             | ещё 44 порядка цветковых растений (согласно Системе APG II) |                    |  |                                           |                                              | ещё 1 подсемейство (согласно Системе APG II) |  |  |  |                     |                    |  |  |